# Apeldorn
Apeldorn is een dorp in het noordoosten van de Duitse gemeente Meppen, deelstaat Nedersaksen, en telt volgens de website van de gemeente Meppen 774 inwoners (31 december 2020), op een oppervlakte van 20,98 km². Zie ook Meppen.

## Geografie
Apeldorn ligt in het centrale deel van het Emsland, bij de heuvelrug Hümmling, en ligt circa 9 kilometer noordoostelijk van Meppen, circa 2 kilometer van de Nordradde, een beek die in het 9 km zuidwestelijk gelegen Meppen uitmondt in de Eems.
Het dorp grenst aan de Samtgemeinde Sögel.

## Geschiedenis
De oorsprong van het dorp is onbekend.
De eerste zekere vermelding komt uit het jaar 850. De Emslander geschiedschrijver Johann Bernhard Diepenbrock vermeldt, dat het dorp omstreeks het jaar 978 onder de naam Apulderion bekend was. Apeldorn heeft een geschiedenis als boerendorp. In de 19e eeuw is een voor landbouw onbruikbaar gebied met naaldbos beplant.
In Apeldorn ligt Der Steinerne Schlüssel, het hunebed behoort tot de Straße der Megalithkultur.

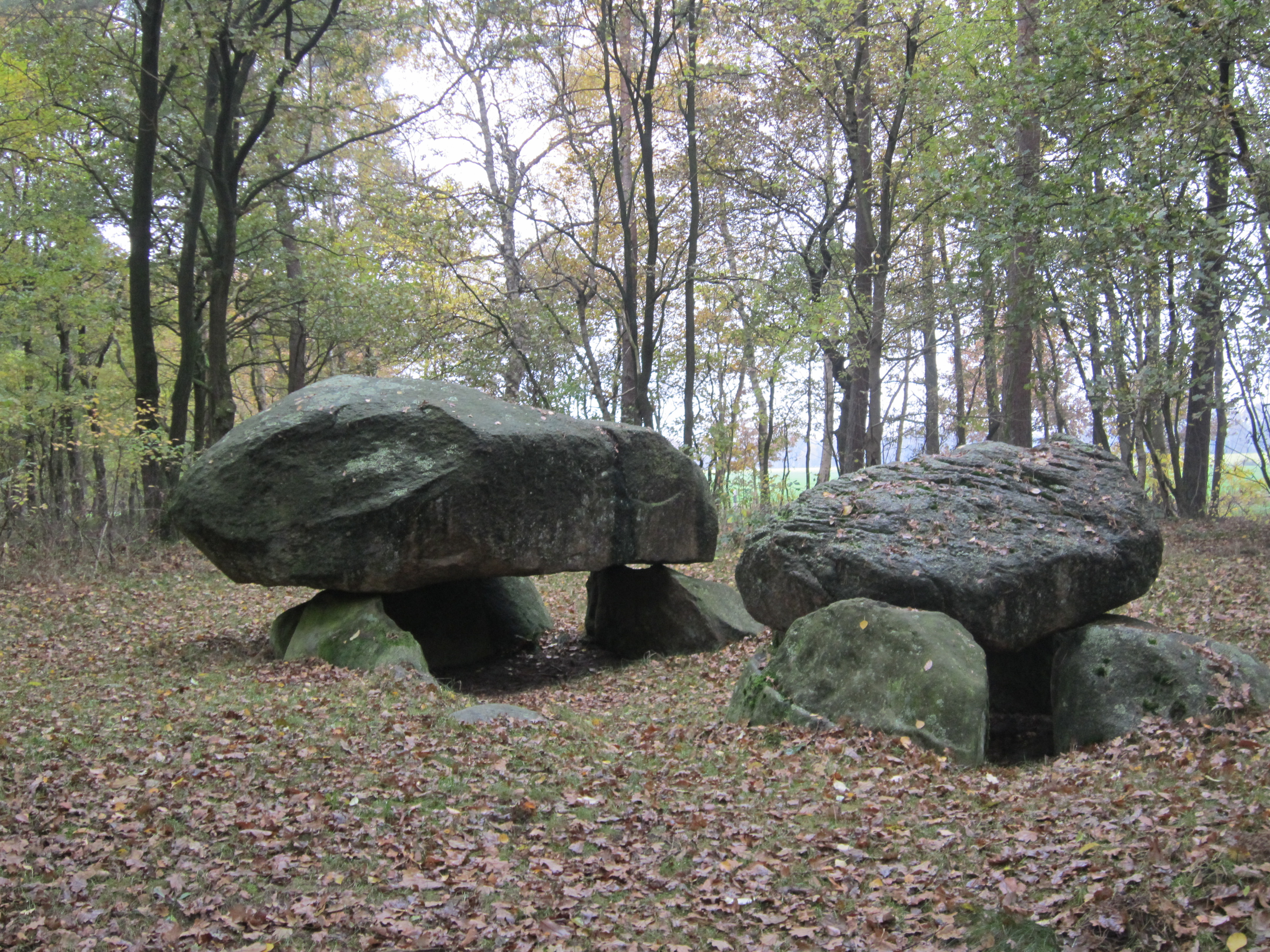
Der Steinerne Schlüssel

## Naamsherkomst
De herkomst van de naam is niet geheel duidelijk en er zijn verschillende theorieën in omloop.
Mogelijk betekent Apeldorn appeltuin. Een andere mogelijkheid is, dat de naam dezelfde herkomst heeft als die van Apeldoorn in Nederland, wat overigens ook weer op: appelboom, -tuin zou kunnen uitkomen.
Zie voor meer informatie de vermelde webpagina op de site van de gemeente Meppen.
- Virtual International Authority File: 5285156317464102350004